# Centaurea irritans
Centaurea irritans — вид квіткових рослин айстрових (Asteraceae). Ареал: пн.-сх. Ірак, зх. Ірану.

## Середовище
Населяє скелясті вапнякові схили з деякими чагарниками і травами, частково піддані випасу; поширений на скелях.

## Морфологічна характеристика
Квіточки пурпурові, блідіші до основи; пилок білий.